# SanDisk

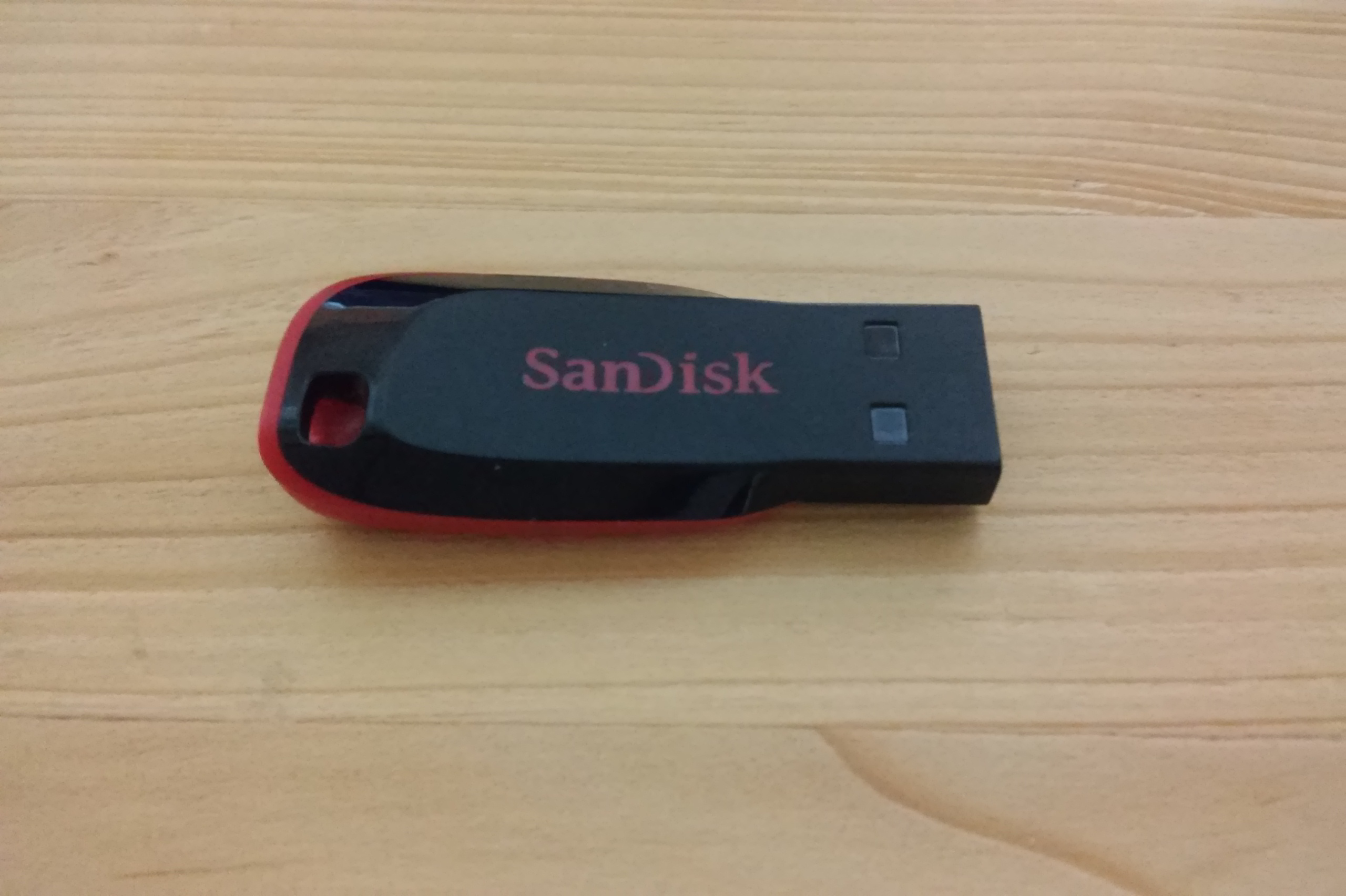
SanDisk USB

SanDisk — американская корпорация, занимавшаяся разработкой и производством носителей информации на базе флеш-памяти. Корпорация была основана в 1988 году в городе Саннивэйле, штат Калифорния. SanDisk принимала участие в разработке большинства современных стандартов карт памяти. Стандарт CompactFlash разработан SanDisk самостоятельно, стандарт Multimedia Card — совместно с Siemens/Infineon, стандарт Secure Digital — совместно с Toshiba и Matsushita Electric. Одна из самых заметных новинок 2003 года, Memory Stick Pro, была совместной разработкой SanDisk и Sony.
12 мая 2016 года SanDisk была приобретена производителем жёстких дисков Western Digital за 19 млрд долларов США. В феврале 2025 года SanDisk отделилась от Western Digital, вновь став независимой компанией.

## История
Компанию SunDisk основали в 1988 году в Калифорнии трое иммигрантов — Илай Харари (Eli Harari) из Израиля, Санджай Мехротра (Sanjay Mehrotra) из Индии и Джек Юань (Jack Yuan) из Тайваня. Компания, в первую очередь Илай Харари, занялась разработкой носителей информации без подвижных частей — твердотельных накопителей. Первой коммерчески успешной картой памяти была FlashDisk, её продажи начались в 1992 году, такой формат выпускался до 2002 года и достиг объёма 8 ГБ. В декабре 1994 года на рынок была представлена карта памяти CompactFlash, её ёмкость в то время составляла от 2 до 15 МБ. В 1995 году компания сменила название на SanDisk и разместила свои акции на бирже Nasdaq.
В 1997 году совместно с Siemens был разработан стандарт MMC. В 2000 году совместно с Toshiba и Matsushita был разработан стандарт SD, через три года при участии Sony был разработан стандарт MS PRO. В 2003 году компания вошла в состав биржевого индекса NASDAQ-100, к этому времени её оборот достиг 1 млрд долларов.
В 2005 году компания начала производство MP3- плееров SanDisk Sansa. В 2006 году была куплена израильская компания M-Systems. В 2011 году за 327 млн долларов была куплена компания Pliant Technology. Следующим крупным приобретением стала компания Fusion-io, стоимость сделки составила 1,1 млрд долларов. В 2004 году был разработан стандарт TransFlash (MicroSD), а в 2005 году — MS Micro (совместно с Sony).
В 2015 году на рынок был представлен флеш-накопитель с интерфейсом Wi-Fi SanDisk Connect Wireless Stick. В 2016 году компанией была выпущена первая в мире карта памяти SDXC ёмкостью 1 ТБ.
В мае 2016 года SanDisk была приобретена производителем жёстких дисков Western Digital. В 2018 году компания представила прототип самой маленькой в мире флешки USB-C на 1 ТБ. С 2018 года коммерческие и корпоративные решения стали выпускаться под брендом Western Digital.
В мае 2025 Sandisk представила самый быстрый в мире (14 900 Мбайт/с) потребительский PCIe 5.0-накопитель — WD Black SN8100 на собственном контроллере. В тестах он обходит Samsung 9100 Pro и любые накопители на чипе Phison E26.